# خیز نی
خیز نی (نام علمی: Manilkara hexandra) نام یک گونه از سرده خیز نی است.